# اتاق خالی ۲: اولین بریدگی
اتاق خالی ۲: اولین بریدگی (به انگلیسی: Winged Creatures) فیلمی محصول سال ۲۰۰۸ و به کارگردانی اریک بروس است. در این فیلم بازیگرانی همچون اگنس بروکنر، تره‌ور رایت، آرجای اسمیت، دیوید مسکو، لوک ویلسون، کیت بکینسیل، برایان کلاگمن و گوئندولینه یئو ایفای نقش کرده‌اند.
این فیلم دنباله فیلم اتاق خالی است.